# Таварис (Параиба)
Таварис (порт. Tavares) — муниципалитет в Бразилии, входит в штат Параиба. Составная часть мезорегиона Сертан штата Параиба. Входит в экономико-статистический  микрорегион Серра-ду-Тейшейра. Население составляет 13 024 человека на 2006 год. Занимает площадь 228,599 км². Плотность населения — 57,0 чел./км².

## История
Город основан 17 ноября 1959 года. 

## Статистика
- Валовой внутренний продукт на 2003 год составляет 33 109 136,00 реалов (данные: Бразильский институт географии и статистики).
- Валовой внутренний продукт на душу населения на 2003 год составляет 2492,97 реалов (данные: Бразильский институт географии и статистики).
- Индекс развития человеческого потенциала на 2000 год составляет 0,587 (данные: Программа развития ООН).